# Tartaras
Tartaras település Franciaországban, Loire megyében. Lakosainak száma 957 fő (2022. január 1.). Tartaras Saint-Romain-en-Gier, Trèves, Longes, Châteauneuf, Dargoire, Chabanière és Beauvallon községekkel határos.

## Népesség
A település népessége az elmúlt években az alábbi módon változott:
| Lakosok száma | 269  | 290  | 366  | 720  | 821  | 829  | 854  | 902  | 926  | 957  |
|               | 1968 | 1982 | 1990 | 2006 | 2013 | 2015 | 2017 | 2019 | 2020 | 2022 |